# Pogoniulus atroflavus
Pogoniulus atroflavus е вид птица от семейство Lybiidae.

## Разпространение
Видът е разпространен в Ангола, Габон, Гана, Гвинея, Екваториална Гвинея, Камерун, Демократична република Конго, Република Конго, Кот д'Ивоар, Либерия, Мали, Нигерия, Сенегал, Сиера Леоне, Уганда и Централноафриканската република.